# Ambleside
Ambleside is een plaats in het bestuurlijke gebied South Lakeland, in het Engelse graafschap Cumbria. De plaats telt 2.600 inwoners.
De stad ligt aan de oever van het Windermere, het grootste natuurlijke meer in Engeland.

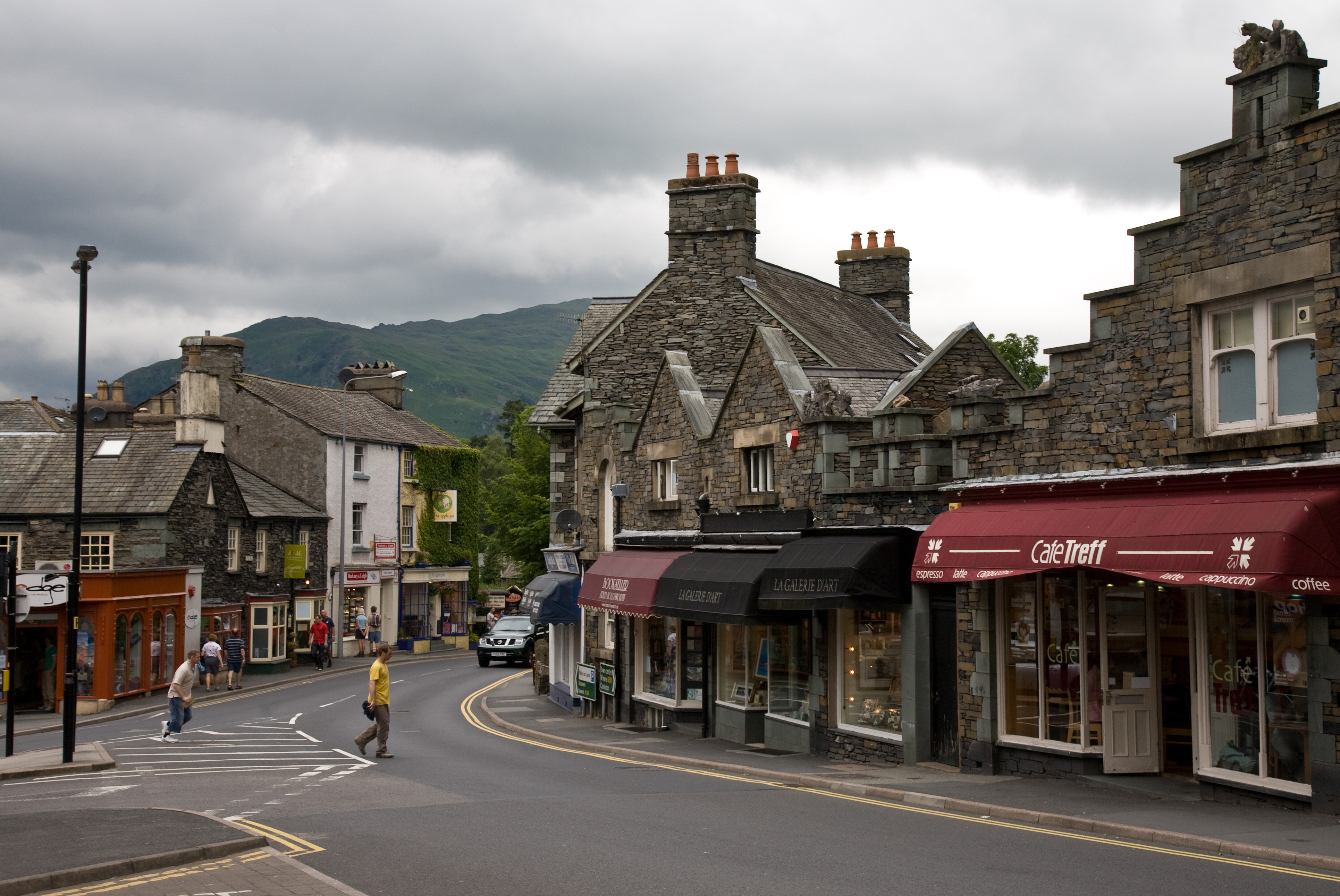
Rydal Road